# Life's Color (アルバム)
『Life's Color』は、日本のロックバンド、INKTの3枚目のアルバム（ミニ・アルバムとしては2枚目）。2016年9月21日にNatural Ace Recordsより発売。販売元はタワーレコード株式会社。

## 収録曲

### CD
1. Rebellion
  - 作曲：Kei
2. Ugly Duckling
  - 作詞：KOKI　作曲：Kei
3. Let me hold you
  - 作詞：KOKI　作曲：mACKAz
4. Yell
  - 作詞：KOKI　作曲：mACKAz
5. 東京
  - 作詞：KOKI　作曲：Kei
6. Letter
  - 作詞：KOKI　作曲：SASSY